# فدریکا برمر
فدریکا برمر (سوئدی: Fredrika Bremer; ۱۷ اوت ۱۸۰۱ – ۳۱ دسامبر ۱۸۶۵) نویسنده متولد فنلاند اهل سوئد بود. وی به عنوان جین آستن سوئد شناخته می‌شود و تاثیر بزرگی در ادبیات سوئدی با آوردن واقع‌گرایی به ادبیات سوئدی داشت. کتابی از وی با نام «نمایش‌هایی از زندگی روزمره» (به انگلیسی: Sketches of Everyday Life) در دهه‌های ۱۸۴۰ و ۱۸۵۰ میلادی در انگلیس و آمریکا به شدت معروف شد.
برمر فعالیت زیادی داشت تا کارل چهاردهم یوهان قیومت برادر وی را از وی بردارد. رمان وی با نام هرتا که در سن ۵۰ سالگی وی منتشر شد، جنبش اجتماعی را پدید آورد که سوئد سن قانونی ۲۵ سال را برای زنان تصویب کند (تا زنان مجرد تا ابد تحت قیومت شخصی مذکر نباشند). وی همچنین اولین دانشگاه مخصوص زنان در سوئد را برپا کرد.
در سال ۱۸۸۴ فمینیست‌های سوئدی اولین سازمان حقوق زنان در سوئد را پایه‌گذاری کردند و آن را به افتخار وی بنیاد فدریکا برمر نامیدند.